# Сороківська сільська рада (Городенківський район)
| Соро́ківська сільська рада — орган місцевого самоврядування у Городенківському районі Івано-Франківської області з адміністративним центром у с. Сороки. Утворена 30 жовтня 1990 року. Сільській раді підпорядковані населені пункти: - с. Сороки — населення 1 027 ос.; площа 13,248 км²; засн. в 1556 році. |

## Склад ради
Рада складається з 12 депутатів та голови.

### Керівний склад ради
| ПІБ                          | Основні відомості                                                             | Дата обрання | Дата звільнення |
| ---------------------------- | ----------------------------------------------------------------------------- | ------------ | --------------- |
| Перегінчук Михайло Федорович | Сільський голова, 1969 року народження, освіта                                | 26.03.1996   | 31.10.2010      |
| Дерпак Михайло Дмитрович     | Сільський голова, 1963 року народження, освіта середня загальна, безпартійний | 31.10.2010   |                 |

Примітка: таблиця складена за даними джерела